# Système des universités Concordia
Pour les articles homonymes, voir CUS.
Le Système des universités Concordia (en anglais : Concordia University System ou CUS) est un système d'universités qui rassemble huit institutions d'enseignement supérieur établies dans plusieurs États américains. Il est géré par l'Église luthérienne - Synode du Missouri.

## Historique
Fondé en 1992, le Système des universités Concordia regroupait 28 241 étudiants en 2011.

## Membres
Le CUS est composé de huit institutions membres :
- Université Concordia (Californie) ;
- Université Concordia (Michigan) (fusionné à l'Université Concordia (Wisconsin) en 2013) ;
- Université Concordia (Minnesota) ;
- Université Concordia (Nebraska) ;
- Université Concordia (New York) ;
- Université Concordia (Oregon) ;
- Université Concordia (Texas) ;
- Université Concordia (Wisconsin) ;
- Université Concordia de Chicago (Illinois).

## Source
- (en) Cet article est partiellement ou en totalité issu de l’article de Wikipédia en anglais intitulé « Concordia University System » (voir la liste des auteurs).
- (en) Site officiel